# Everything (The Bangles)
| Recensione    | Giudizio |
| ------------- | -------- |
| AllMusic      | [ 1 ]    |
| Rolling Stone | [ 5 ]    |

Everything è il terzo album del gruppo musicale femminile statunitense The Bangles, pubblicato nel 1988 dall'etichetta discografica Columbia.

## Il disco
Come l'album precedente Everything ha fornito due hit tra i singoli estratti, In Your Room arrivato al 5º posto ed Eternal Flame al 1º posto in numerose classifiche mondiali.
Altri due brani sono stati registrati per l'album ma non incisi, What I Meant to Say, diventata la B-side del singolo Eternal Flame e Everything I Wanted pubblicata successivamente nel loro Greatest Hits del 1990.
L'album si è classificato al 15º posto nella classifica Billboard 200 negli Stati Uniti e al 5º posto nella UK Album Chart nel Regno Unito nel 1988.

## Tracce
Gli autori dei brani secondo le note dell'album:
1. In Your Room – 3:33 (Hoffs, Kelly, Steinberg)
2. Complicated Girl – 3:37 (Steele, White)
3. Bell Jar – 3:23 (D. Peterson, V. Peterson)
4. Something to Believe In – 4:01 (Lowen, Navarro, White)
5. Eternal Flame – 4:03 (Hoffs, Kelly, Steinberg)
6. Be with You – 3:01 (Igleheart, D. Peterson)
7. Glitter Years – 3:39 (Steele, White)
8. I'll Set You Free – 4:32 (Hoffs, Lowen, Navarro)
9. Watching the Sky – 4:11 (Hoffs, V. Peterson)
10. Some Dreams Come True – 3:26 (Igleheart, D. Peterson)
11. Make a Play for Her Now – 3:45 (V. Peterson, Vincent)
12. Waiting for You – 3:36 (Hoffs, Kelly, Steinberg)
13. Crash and Burn – 2:36 (V. Peterson, Sweet)

## Formazione
Hanno partecipato alle registrazioni secondo le note dell'album:
The Bangles
- Susanna Hoffs – voce, chitarra, cori
- Vicki Peterson – voce, chitarra, mandolino, cori
- Michael Steele – voce, basso, chitarra, cori
- Debbi Peterson – voce, batteria, percussioni, cori

Altri musicisti
- Phil Shanale – tastiere
- David White – tastiere
- Walker Igleheart – tastiere
- Paulinho da Costa – percussioni
- David Lindley – dobro, bouzouki, chitarra classica, sassofono
- Bobby Donati – chitarra in Some Dream Come True
- Vinnie Vincent – chitarra in Make a Play for Her Now
- Jim Snodgrass – tabla
- Darryl Citizen – rumore

Tecnici
- Davitt Sigerson – produttore
- Ken Felton – ingegnere del suono
- John Beverly Jones – ingegnere del suono
- Joe Schiff – assistente ingegnere del suono
- Frank Filipetti – missaggio
- Doug Sax – mastering

## Classifiche

### Classifiche settimanali
| Classifica (1989) | Posizione massima |
| ----------------- | ----------------- |
| Australia         | 7                 |
| Austria           | 8                 |
| Canada            | 32                |
| Francia           | 12                |
| Germania          | 15                |
| Nuova Zelanda     | 15                |
| Paesi Bassi       | 4                 |
| Regno Unito       | 5                 |
| Stati Uniti       | 15                |
| Svezia            | 20                |
| Svizzera          | 10                |

### Classifiche di fine anno
| Classifica (1989) | Posizione |
| ----------------- | --------- |
| Australia         | 44        |
| Austria           | 27        |
| Nuova Zelanda     | 25        |
| Paesi Bassi       | 36        |
| Regno Unito       | 47        |
| Stati Uniti       | 33        |